# Чичек-хатун
Чиче́к-хату́н (тур. Çiçek Hatun; ум. 1498) — четвёртая жена османского султана Мехмеда II Завоевателя, мать шехзаде Джема, претендовавшего на османский трон после смерти отца.

## Биография

### Происхождение. Легенды и версии.
Дата и место рождения Чичек-хатун неизвестны. Предполагается, исходя из даты рождения её сына, что она родилась в 1440-х годах.
Ранее была распространена легенда, согласно которой Чичек была французской принцессой, дочерью Людовика XI и сестрой Карла VIII. Якобы, она была просватана за Константина, императора Византии, но попала в плен после падения Константинополя. Пленённый её красотой, Мехмед взял её в свой гарем. Эта версия базировалась на нескольких сообщениях хронистов и историков. Эвлия Челеби, живший на 200 лет позднее событий, записал (вероятно, бытующие слухи), что в гарем Мехмеда попала дочь французского короля. Халкокондил писал, что Мехмед «был без ума» от французской девушки.
О происхождении Чичек существуют различные версии. Так, Гийом Каурсин писал, что мать Джема — сербская принцесса; некоторые последующие исследователи придерживались той же точки зрения: «происходила из королевского рода Сербии», «говорят, была славянской принцессой». Чичек приписывали венецианское происхождение и предполагали, что она научила сына итальянскому языку. Ещё одна версия называла её венгеркой и племянницей Матьяша Корвина.
По словам Бабингера, «из более надежных источников следует», что Чичек-хатун происходила из турецкой мусульманской семьи и имела брата Дайи Али-бея, находившегося на службе у султана. Эта версия тоже сомнительна — имя «Чичек (цветок)» говорит о том, что она была рабыней. Её брат мог стать мусульманином и поступить на службу после того, как его сестра была взята в гарем султана. Наиболее надёжным является свидетельство историка Ибн Ильяса, жившего в Каире в то же время, что и Чичек, и, возможно, встречавшегося с ней. Он писал, что Чичек попала в гарем как пленница.

### Мать принца
В гарем Мехмеда Чичек попала не позднее начала 1459 года, поскольку 22 декабря 1459 родила своего единственного ребёнка — сына Джема. После смерти в 1474 году шехзаде Мустафы, старшего брата Джема, последний был назначен губернатором Коньи, а мать, Чичек, сопровождала его.
3 мая 1481 года Мехмед Фатих скоропостижно скончался. Джем и его сторонники считали, что он должен стать султаном, несмотря на то, что Баязид старше. Они апеллировали во-первых к тому, что Джем был любимым сыном Мехмеда, его санджак был ближе к Стамбулу. Во-вторых, они утверждали, что Джем родился у Мехмеда, когда тот был уже султаном, то есть, Джем был порфирородным по законам Византийской империи, которые стали и османскими в силу того, что Византия перешла под власть османов. Великий визирь Караманлы Мехмед-паша, сторонник Джема, послал ему гонца с известием о смерти отца. Но у Баязида тоже были сторонники: к несчастью для Джема, среди них были губернаторы Румелии и Анатолии. Письмо с предупреждением о смерти султана оказалось в их руках , и 21 мая 1481 года Баязид, опередив брата, прибыл из Амасьи в Стамбул, где занял султанский престол.
Джем заявил свои права на трон и занял Бурсу, полагаясь на поддержку со стороны Египта, и предложил Баязиду разделить империю на две части. Баязид проигнорировал предложение Джема и подошёл к Бурсе со своей армией. Джем потерпел поражение от войск своего брата.

### Изгнание

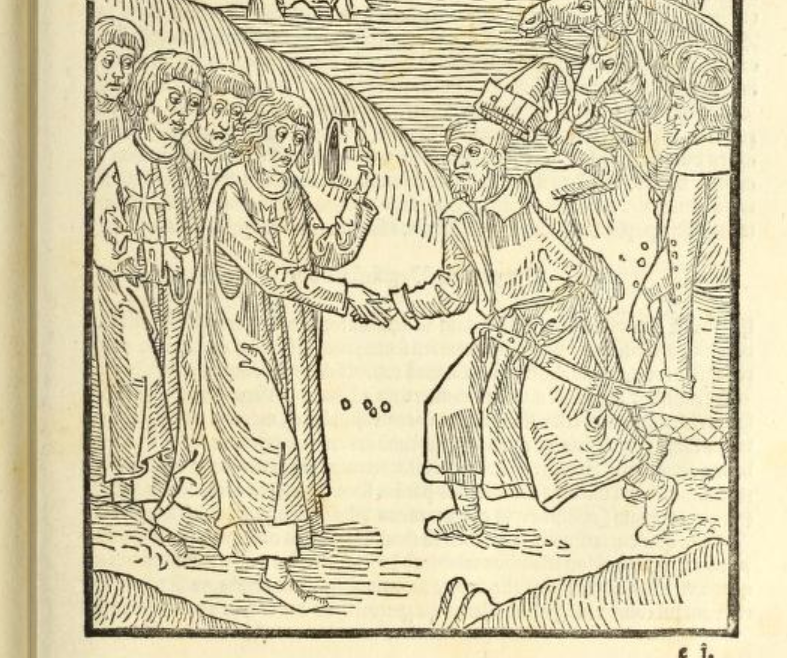
Пьер Д’Обюссон встречает Джема на Родосе в 1482 году

После первого поражения Джема, Чичек-хатун и остальные члены его семьи укрылись у султана в Каире, за сына которого вышла замуж дочь Джема.
После второго поражения в 1482 году Джем бежал на Родос, где его принял Пьер Д’Обюссон, Великий Магистр ордена Святого Иоанна Иерусалимского и ревностный противник Османской империи. Позже Д’Обюссон заключил мирный договор с Баязидом и достиг отдельного соглашения о пленении Джема. Он пообещал Баязиду задержать Джема в обмен на ежегодную выплату 35 тысяч дукатов за его содержание. Таким образом, рыцари взяли деньги и предали Джема.
Чичек-хатун, оставшаяся в Каире у внучки-султанши, через неё убеждала султана Кайт-бея освободить Джема. Подробности сохранились в переписке Джема со своей матерью. Усилия Чичек-хатун были доведены до сведения Баязида, который принял меры, пообещав увеличить выплаты за содержание Джема в плену. Чичек много лет не оставляла попыток освободить сына. Д’Обюссон много лет писал Чичек письма от имени Джема, выманив у неё всё, чем она владела.

### Смерть
Она умерла 3 мая 1498 года и была похоронена в Каире. Её сын Джем умер в Неаполе, его тело было передано Баязиду, желавшего лично удостовериться в смерти брата-соперника. Похоронен он был в могиле своего старшего брата Мустафы.

## В культуре
- В сериале «Фатих» (2013) роль Чичек исполнила Гамзе Озчелик[24].